# Йохан I фон Верденберг-Сарганс
Йохан I Верденберги-Сарганс (на немски: Johann I, Graf von Werdenberg-Sargans; † между 6 май и 16 октомври 1400) от род Верденберги е граф на Верденберг в Сарганс.
Той е син на граф Рудолф IV фон Верденберг-Сарганс († 1362, убит в Чиавена) и съпругата му Урсула фон Фац († 4 април 1367), племенница на крал Рудолф I, дъщеря на Донат фон Фац († 1337/1338) и Гуота фон Оксенщайн († сл. 1355). Внук е на граф Рудолф II фон Верденберг-Сарганс († 1322/1323).

## Фамилия
Йохан I фон Верденберг-Сарганс се жени пр. 5 април 1367 г. за Анна фон Рецюнс († сл. 1392), дъщеря на Донат I фон Рецюнс († сл. 1345) и Маргарета ди Орело († сл. 1343). Те имат децата:

- Кунигунда фон Верденберг († 5 февруари 1431), омъжена за фрайхер Йохан II фон Цимерн-Мескирх „Стари“ (* 1354; † 21 януари 1441)
- Елизабет фон Верденберг († сл. 1414), омъжена фрайхер Улрих Еберхард IV фон Хоензакс/Закс († сл. 1414)
- Хайнрих VII фон Верденберг-Сарганс-Зоненберг († сл. 1447), граф, женен за Агнес фон Мач († сл. 1464); имат дъщеря